# Aeroálcool

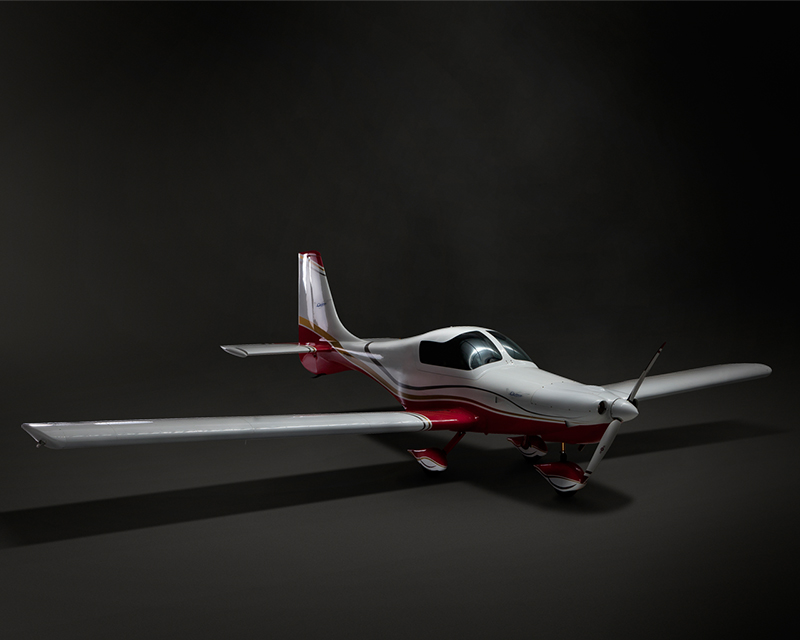
Quasar Lite II.

A Aeroálcool Tecnologia Ltda, sediada em Franca é uma empresa com foco no setor aeroespacial em especial no projeto e fabricação de aeronaves leves (Light Sport Aircraft-LSA ou Aeroanave leve esportiva-ALE). Constituída em 2001 desenvolveu a tecnologia dos motores aeronáuticos empregando o álcool (etanol) como combustível, trabalho este realizado por seus sócios fundadores (Omar José Junqueira Pugliesi e James Waterhouse). Mundialmente foi a primeira empresa a viabilizar o uso do etanol como combustível para aeronaves em condições reais de trabalho, empregando na época o PA-25 Pawnee da Piper Aircraft. Também foi a primeira empresa da América Latina a iniciar um processo de homologação deste tipo de tecnologia.
A empresa também possui extenso histórico no desenvolvimento de produtos aeronáuticos e prestação de serviços altamente especializados, tais como Veículo aéreo não tripulado (VANT), consultoria no projeto de jatos leves (Eviation EV-20), instalação de sistema FLIR de vigilância (Ximango), reparos em material composto, componentes para satélites (CBERS-2) e homologações diversas.
Seus sócios fundadores são engenheiros aeronáuticos com larga experiência em projeto e homologação. Seu corpo de trabalho também inclui expoentes da tecnologia nacional na área de projetos, materiais e processos.
A Aeroálcool encara de forma profissional o desafio de desenvolver aeronaves leves para o mercado brasileiro e mundial contando com um primeiro produto de grande sucesso no mercado mundial, que agora também se revela um sucesso no mercado brasileiro, a aeronave Quasar Lite II.
A Aeroálcool Tecnologia Ltda tem diversificado sua atuação para além do mercado aeronáutico, destacando-se no mercado da Engenharia aeroespacial, Engenharia militar, mercado educacional, etc.

## Área de atuação

### Aeronáutico
- Projeto de aeronave e suas partes e componentes.
- Produção de aeronaves de projeto próprio ou de terceiros.
- Serviços e homologação de aeronáutica.
- Consultoria em projeto e/ou serviços.
- Comércio de partes e/ou peças aeronáuticos.
- Desenvolvimento e produção de VANTS para fins civis.[3]

### Aeroespacial
- Desenvolvimento e produção de partes e peças para satélites.
- Projeto e produção de antenas para Radar.

### Militar
- Veículo aéreo não tripulado VANTS para alvo de treinamento.

### Educacional
- Projeto e confecção de túneis de vento para fins educativos.

## Família Quasar
O Quasar é uma aeronave totalmente projetada e produzida pela Aeroalcool. É uma aeronave destinada ao lazer (baixo consumo), treinamento (fácil comando) e pequenas viagens ( autonomia de até 1.500 km com tanque ”long range”).
- Quasar Lite
- Quasar Lite II
- Quasar Fast
- Quasar Lite II Rt [4]